# Прароло
Прароло (итал. Prarolo, пьем. Prareu) — коммуна в Италии, располагается в регионе Пьемонт, в провинции Верчелли.
Население составляет 589 человек (2008 г.), плотность населения составляет 54 чел./км². Занимает площадь 11 км². Почтовый индекс — 13010. Телефонный код — 0161.
В коммуне 15 августа особо празднуется Успение Пресвятой Богородицы. 

## Демография
Динамика населения:

## Администрация коммуны
- Официальный сайт: